# Kantorská dolina

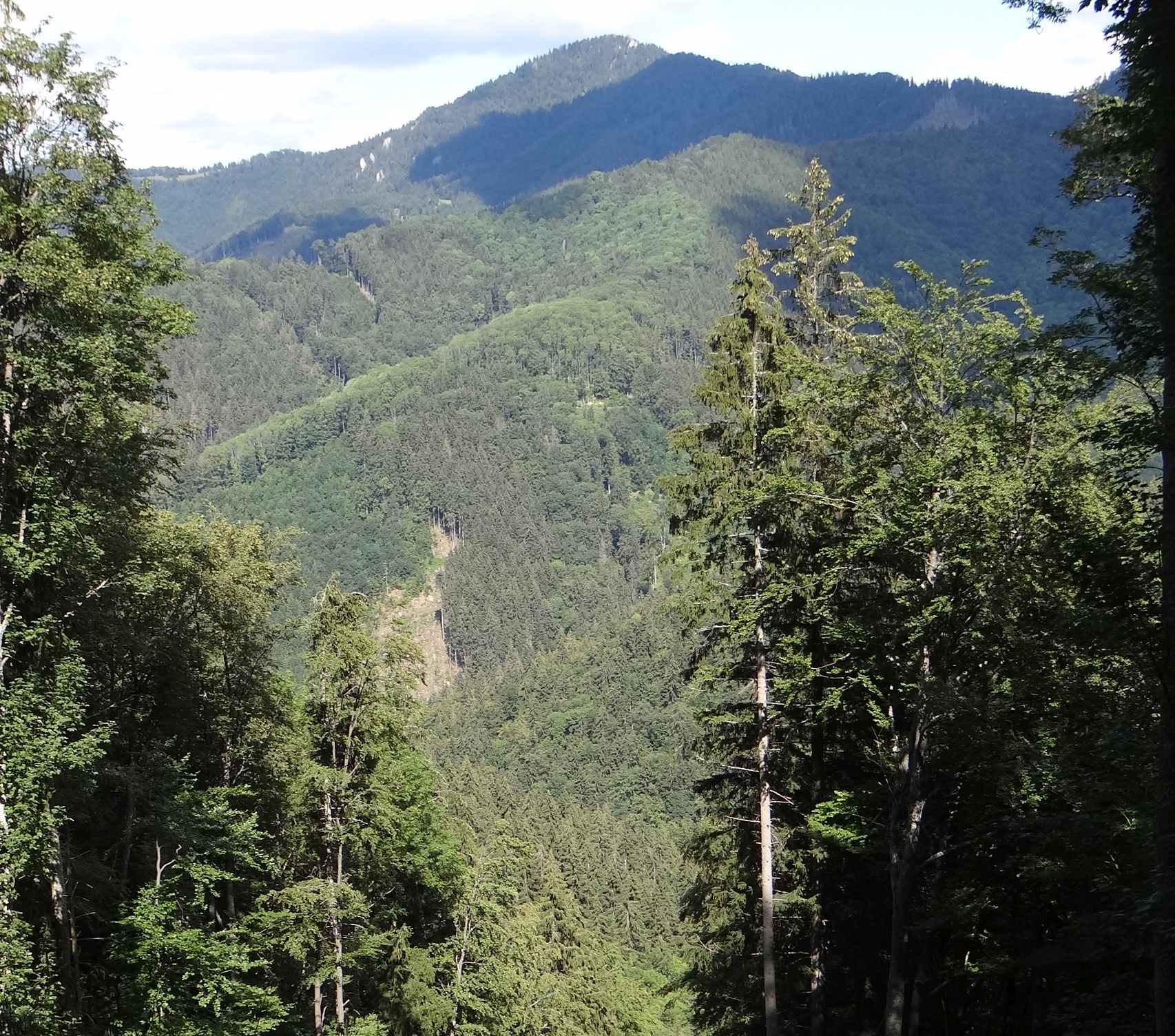
Górna część Doliny Kantorskiej i szczyt Vyšná Lipová

Kantorská dolina (lokalnie: Kantor) – dolina w północno-zachodniej części grupy górskiej Wielkiej Fatry w Karpatach Zachodnich na Słowacji. Długość ok. 12,5 km. Górna część Doliny Kantorskiej (po Sklabińskie Podzamcze) leży w granicach Parku Narodowego Wielka Fatra.
Dolina znajduje się w całości na terenie zachodniej (tzw. „turczańskiej”) odnogi Wielkiej Fatry. Zaczyna się na zachodnich zboczach głównego grzbietu tej odnogi, między szczytami Jarabiná na południu i Vyšná Lipová (1220 m) na północy. Opada w kierunku północno-zachodnim aż po polanę Kaplna, gdzie od prawej strony spod masywu Kľaku dołącza do niej Kľacká dolina (na niektórych mapach opisywana jako Štiavnická dolina). Koło wsi Sklabinský Podzámok Kantorská dolina opuszcza właściwy zrąb Wielkiej Fatry. Tu skręca ku północy i biegnie skrajem tzw. Przedgórza Sklabińskiego (słow. Sklabinské predhorie), po czym w rejonie miejscowości Turčianska Štiavnička uchodzi do Kotliny Turczańskiej. Doliną spływa Štiavničky potok.
W górnej części doliny pod Jarabinou, na niewielkiej polanie u zbiegu potoków (780 m n.p.m.), znajduje się przy szlaku turystycznym pomnik słowackiego powstania narodowego. Został postawiony w tym miejscu dla upamiętnienia faktu, iż w tej dolinie, w sierpniu 1944 r., jeszcze przed rozpoczęciem SNP, znajdował się punkt zborny uczestników ruchu oporu i tu mieściły się pierwsze sztaby oddziałów partyzanckich. Jako pierwszy przybył tu 8 sierpnia 35-osobowa grupa francuskich jeńców wojennych, uciekinierów z obozów na terenie Węgier (dowódca: Georges de Lannurien). W tym samym dniu zjawiła się tu grupa rosyjskich partyzantów P. A. Wieliczki, zrzucona na spadochronach w nocy z 25 na 26 lipca w rejonie Liptovskiej Osady, a wkrótce 70-osobowy oddział słowacki Gejzy Lacko z rejonu Kremnicy. W następnych dniach dołączały do nich różnej wielkości grupy słowackich ochotników, głównie z miejscowości na terenie Kotliny Turczańskiej. W dniach 13-18 sierpnia zaczęła się tu formować 1 Czechosłowacka Brygada Partyzancka M. R. Štefánika.
Po upadku powstania i wycofaniu się walczących oddziałów w góry w dolinie, w której pozostały ukryte zasoby broni, amunicji i innego wyposażenia wojskowego, operował oddział "Kantor".

## Turystyka
Dnem doliny zielono znakowany biegnie szlak turystyki pieszej. Odgałęzia się od niego żółty szlak biegnący Kľacką doliną.
   Sklabinský Podzámok – Kaplna – Sedlo za Kečkou. Odległość 8,7 km, suma podejść 555 m, suma zejść 65 m, czas przejścia 2:35 h, z powrotem 2:15 h
   Kaplna – Kľacká dolina – Koškárovská lúka.  Odległość 7,3 km, suma podejść 685 m, suma zejść 70 m, czas przejścia 2:30 h, z powrotem 1:55 h